# Jens B. Rasmussen
Jens Bødtker Rasmussen (* 16. April 1947 in Frederiksberg; † 3. Mai 2005 in Kopenhagen) war ein dänischer Herpetologe. Sein Forschungsschwerpunkt war die Systematik, Phylogenese und Biogeographie der afrikanischen Schlangenfauna.

## Leben
Rasmussen verbrachte seine gesamte Schulzeit in Kopenhagen und besuchte regelmäßig das Zoologische Museum in der Krystalgade. Als junger Student pflegte er einen engen Kontakt zu F. W. Bræstrup (1906–1999), dem damaligen Leiter der Wirbeltierabteilung. Privat hielt er Schlangen in Terrarien.
Nachdem Rasmussen 1975 den Candidatus und 1977 das Lizenziat erlangt hatte, wurde er als Kurator der herpetologischen Abteilung angestellt und trat die Nachfolge von Bræstrup an. Seine Forschungsinteressen konzentrierten sich schon früh auf Schlangen, insbesondere auf die afrikanische Schlangenfauna. Seine erste Exkursion unternahm er zusammen mit Arne Schiøtz, dem damaligen Kurator von Danmarks Akvarium in Charlottenlund bei Kopenhagen, in das Imatong-Gebirge im Südsudan, wo er eine beachtliche herpetologische Sammlung zusammentrug. Weitere Sammelreisen führten ihn nach Tansania (vor allem in die biogeographisch bedeutenden Usambara- und Udzungwa-Berge) und auch in den Osten der Demokratischen Republik Kongo (damals Zaire). Er besuchte auch die großen europäischen Sammlungen in Wien (noch als Student), London, Liverpool, Paris, Brüssel, Tervuren und Bonn. Rasmussen knüpfte enge Beziehungen zu namhaften Herpetologen, darunter Wolfgang Böhme, Garth Underwood, der sich für Rasmussens phylogenetischem Ansatz über Trugnattern (Boiginea) unter Verwendung der Netzhautzellen des Schlangenauges interessierte, sowie mit Malcolm J. Largen vom World Museum Liverpool, der viele Jahre lang das Nationalmuseum von Äthiopien in Addis Abeba leitete. Beide veröffentlichten 1993 die Monographie Catalogue of the snakes of Ethiopia (Reptilia Serpentes), including identification keys. Rasmussen war Mitglied der Societas Europaea Herpetologica und nahm auch an den Symposien zur afrotropischen Biodiversität am ZFMK in Bonn teil.
1994 wurde er unter der Leitung von Wolfgang Böhme mit der Dissertation Studies on the taxonomy, phylogeny and zoogeography of the African rearfanged tree snakes, genus Dipsadoboa (Serpentes, Dipsadidae, Boiginae) zum Doctor of Science an der Universität Kopenhagen promoviert, wo er auch als außerordentlicher Professor dozierte.
Rasmussens Bibliographie umfasst rund 60 Schriften über Reptilien und Amphibien, die zwischen 1969 und 2005 veröffentlicht wurden. Dazu zählen die Erstbeschreibungen der drei Schlangenarten Crotaphopeltis braestrupi, Dipsadoboa underwoodi und Pseudoboodon boehmei. Ferner schrieb er 38 herpetologische Einträge in der Den Store Danske Encyklopædi und er verfasste umfassende Übersichten über die Gattungen Adenorhinos, Atheris, Atractaspis, Boiga, Causus, Crotaphopeltis, Coluber, Dipsadoboa, Geodipsas, Lycodonomorphus, Macroprotodon, Micrelaps, Psammodynastes, Psammmophis, Pseudoboodon und Telescopus.
Rasmussen starb am 3. Mai 2005 im Alter von 58 Jahren an Krebs.

## Dedikationsnamen
Nach Rasmussen sind die Geckoart Urocotyledon rasmusseni und die Waranart Varanus rasmusseni benannt.